# Zbrodnia w Rudzkim Moście
Zbrodnia w Rudzkim Moście – seria masowych egzekucji przeprowadzonych przez okupantów niemieckich między 24 października a 11 listopada 1939 roku na uroczysku Rudzki Most w okolicach Tucholi.
21 października 1939 roku w zagrodzie Hugona Fritza – volksdeutscha z Piastoszyna, mianowanego przez władze okupacyjne na stanowisko komisarza w obwodzie urzędowym w Raciążu – wybuchł pożar, który strawił część zabudowań gospodarczych. Tej samej nocy gospodarz doznał śmiertelnego w skutkach zawału serca. Mimo braku jakichkolwiek dowodów Niemcy oskarżyli miejscowych Polaków o podpalenie gospodarstwa i doprowadzenie do śmierci Firtza. Incydent ten posłużył jako pretekst do rozpoczęcia masowych aresztowań osób, które zaliczano do tzw. polskiej warstwy przywódczej, a także rolników z okolicznych wsi. Więźniów systematycznie rozstrzeliwano na uroczysku Rudzki Most pod Tucholą. Zbiorowe egzekucje miały tam miejsce 24 października, 27 października, 30 października, 2 listopada, 6 listopada (prawdopodobnie), a także 10–11 listopada 1939 roku. Zabójcami byli sąsiedzi ofiar – członkowie paramilitarnego Selbstschutzu dowodzeni przez oficerów SS.
Po wojnie w Rudzkim Moście odnaleziono sześć masowych mogił, które kryły 237 zwłok. Według niektórych źródeł liczba ofiar była jednak większa i mogła sięgnąć 250, 335 lub nawet 560 osób.

## Początek okupacji
Oddziały Wehrmachtu wkroczyły do Tucholi wieczorem 2 września 1939 roku. W mieście i powiecie bardzo szybko powstały struktury niemieckich władz policyjnych, państwowych i partyjnych. Już 4 września na stanowisko komisarycznego starosty powiatów sępoleńskiego, wyrzyskiego i tucholskiego (z siedzibą w Sępólnie Krajeńskim) został wyznaczony radca rejencyjny Marbach z Piły. Jego pełnomocnikiem w Tucholi był Willi Loer. 5 września komisarycznym burmistrzem Tucholi mianowano miejscowego volksdeutscha, Bruno Martena (Marszewskiego).
Wspomniani urzędnicy sprawowali swe funkcje bardzo krótko, gdyż gdański gauleiter NSDAP Albert Forster, który 5 września 1939 roku objął stanowiska szefa zarządu cywilnego przy niemieckiej 4. Armii, wkrótce dokonał szeregu zmian we władzach miejskich i powiatowych. Już w pierwszej dekadzie września stanowisko starosty powiatu tucholskiego objął przybyły z Wolnego Miasta Gdańska Otto Hess. Został on jednocześnie kierownikiem powiatowych struktur NSDAP (Kreisleiter). W tym samym czasie stanowisko burmistrza Tucholi objął niejaki Wichmann. 25 października 1939 roku zniesiono administrację wojskową na okupowanych obszarach, a Tuchola wraz z powiatem zostały wcielone do Rzeszy jako część rejencji bydgoskiej Okręgu Rzeszy Gdańsk-Prusy Zachodnie.
W domu przy ul. Świeckiej 53 w Tucholi ulokowano placówkę Gestapo. Jak podaje Włodzimierz Jastrzębski, jej obsadę początkowo stanowili przede wszystkim młodzi naziści – studenci Wyższej Szkoły Technicznej Wolnego Miasta Gdańska, którzy przybyli do Tucholi wraz z Ottonem Hessem. Z niemieckich raportów wynika natomiast, że między 24 a 26 września w Tucholi zorganizowano placówkę Einsatzkommando 16, tj. utworzonej w Gdańsku specjalnej grupy operacyjnej SD i policji bezpieczeństwa. Pod koniec października gdańskich gestapowców zastąpili funkcjonariusze przysłani z różnych miast Rzeszy, którymi dowodził Riefen z Królewca. W Tucholi utworzono ponadto placówki policji ochronnej i żandarmerii, których funkcjonariusze pełnili służbę odpowiednio w mieście oraz na terenach wiejskich powiatu.

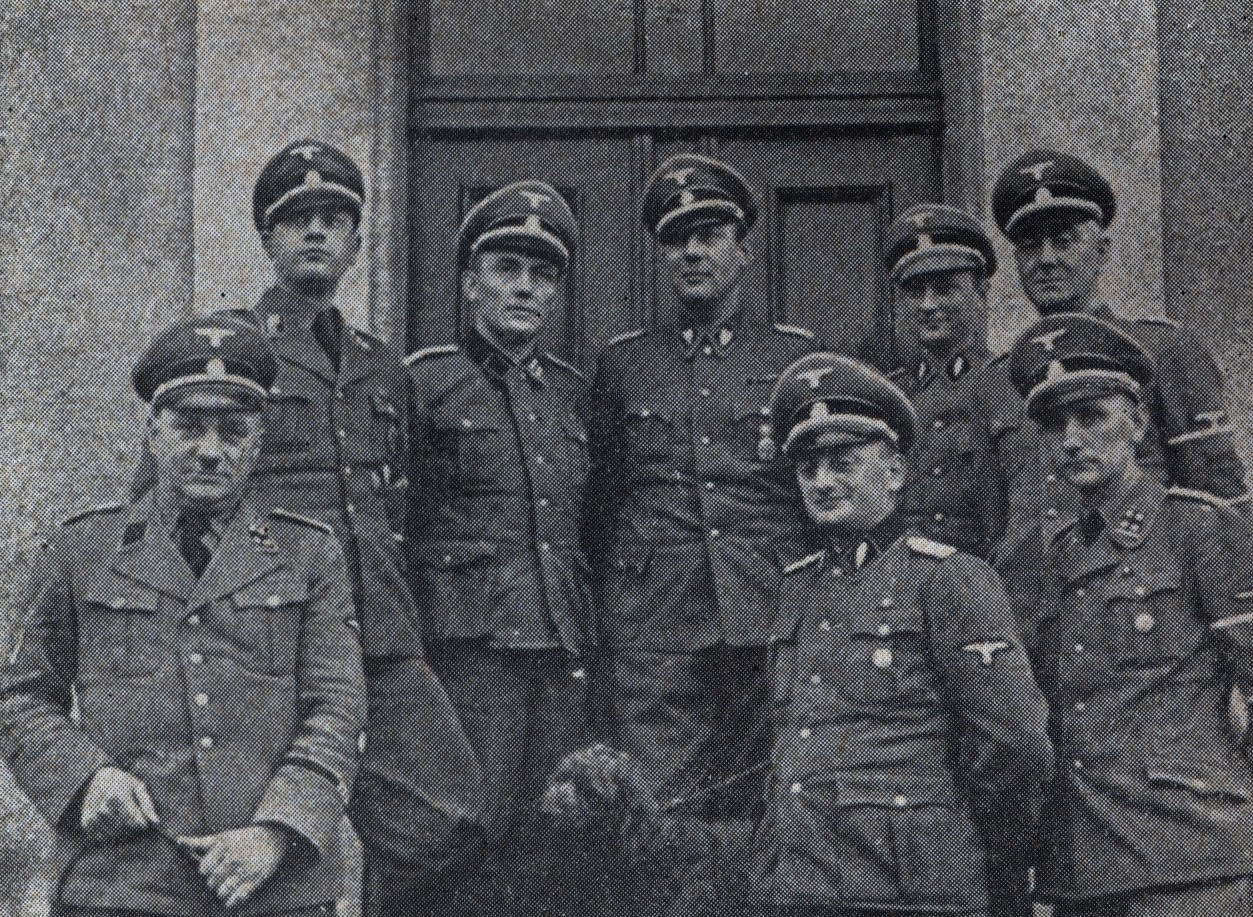
Dowództwo Selbstschutz Westpreussen. W pierwszym rzędzie, drugi od prawej, SS-Standartenführer Heinrich Mocek – szef inspektoratu Selbstschutzu w Chojnicach, który zasięgiem działania obejmował m.in. powiat tucholski

4 września 1939 roku na terenie powiatu tucholskiego powołano do życia struktury Selbstschutzu (pol. „Samoobrona”). Ich założycielem i pierwszym komendantem był miejscowy Niemiec, Kurt Merten-Feddeler. Selbstschutz był paramilitarną formacją o charakterze policyjnym, złożoną z Niemców – obywateli przedwojennej Polski. Pod względem organizacyjnym tucholską „Samoobronę” podporządkowano IV inspektoratowi Selbstschutzu z siedzibą w Chojnicach. Inspektorat ten obejmował zasięgiem swojego działania trzy powiaty: chojnicki, sępoleński i tucholski, a jego szefem był SS-Standartenführer Heinrich Mocek. Bojówki Selbstschutzu z terenów powiatów sępoleńskiego i tucholskiego wkrótce otrzymały jednego dowódcę powiatowego (Kreisführer) z siedzibą w Sępólnie Krajeńskim. Został nim SS-Standartenführer Wilhelm Richardt. Prawdopodobnie owo nietypowe dla struktury organizacyjnej Selbstschutzu rozwiązanie przyjęto ze względu na fakt, iż liczba ludności niemieckiej w powiecie tucholskim była bardzo niewielka (zaledwie 7,7% mieszkańców).
W powiecie tucholskim działało równolegle kilka lokalnych ośrodków Selbstschutzu. Włodzimierz Jastrzębski podaje, że w ich szeregach służyło kilkudziesięciu bojówkarzy. Z kolei według Wacława Kozłowskiego powiatowe struktury Selbstschutzu liczyły około 220 członków. Jednym z największych i najbardziej aktywnych był ośrodek w Bagienicy, którym dowodził Kurt Gehrt – właściciel gospodarstwa rolnego, aktywny działacz Jungdeutsche Partei. Powiatowa komenda Selbstschutzu (Dienststelle Selbstschutz) znajdowała się w budynku przy ul. Świeckiej 53 – tym samym, w którym mieściła się placówka Gestapo.
Od pierwszych dni okupacji w mieście i powiecie bezwzględnie wdrażano politykę germanizacyjną. Zlikwidowano wszystkie polskie instytucje kulturalno-oświatowe, w tym szkoły, biblioteki i regionalne muzeum. Rozwiązano także polskie organizacje i stowarzyszenia oraz uniemożliwiono wydawanie polskojęzycznej prasy i innych druków. Zniemczono nazwy wszystkich ulic oraz zakazano ludności posługiwania się językiem polskim w miejscach publicznych i zakładach pracy. Konfiskacie uległy należące do Polaków przedsiębiorstwa, warsztaty, nieruchomości i gospodarstwa rolne.

## Niemiecki terror wobec ludności powiatu tucholskiego

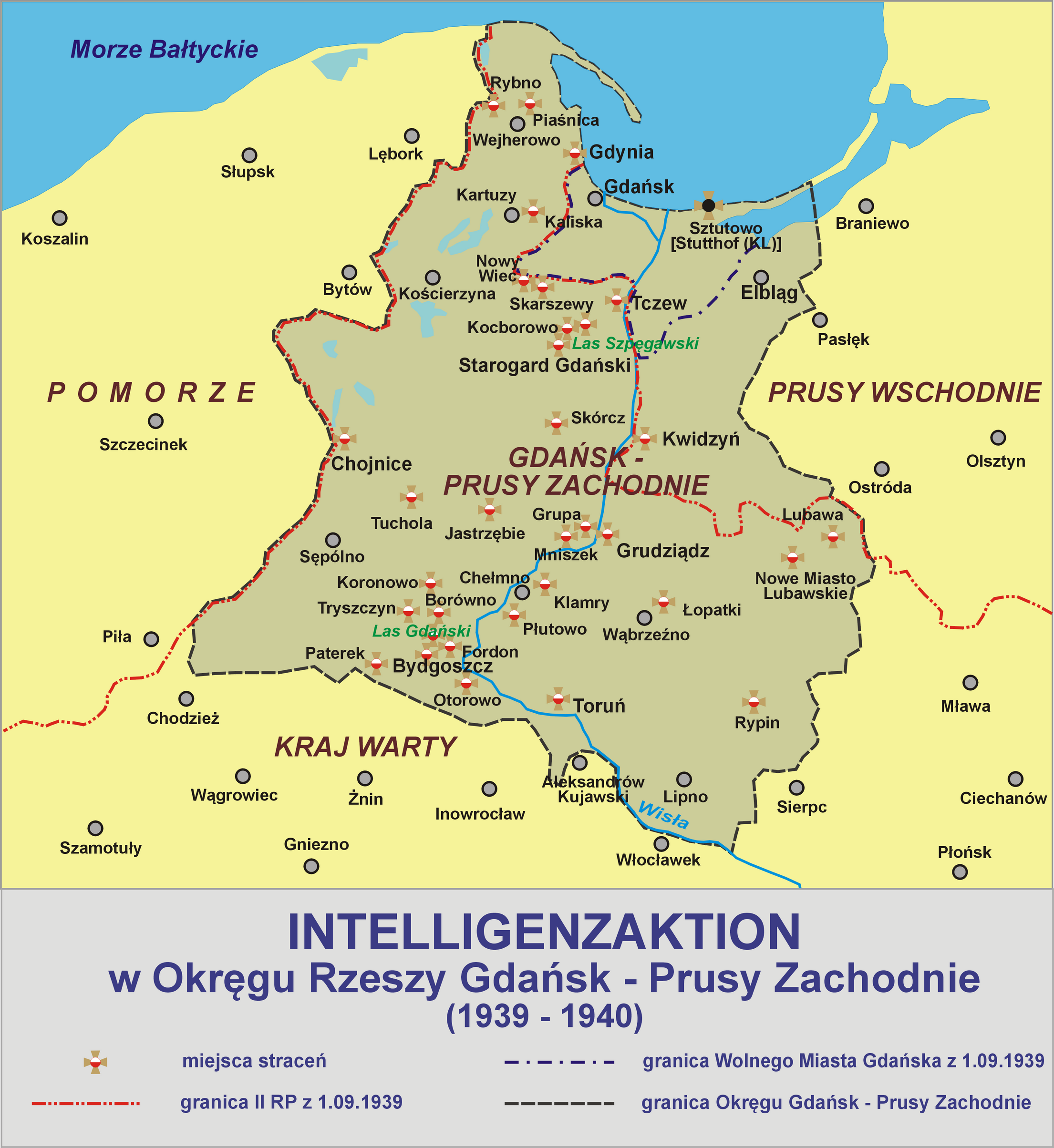

W pierwszych dniach okupacji w Tucholi zorganizowano „trybunał ludowy” (Volkstribunal). Na jego czele stał nieznany z nazwiska oficer Gestapo, a w jego składzie znajdowali się miejscowi Niemcy oraz lokalni urzędnicy władz okupacyjnych, tym starosta Hess i późniejszy burmistrz Paul Lange. Do zadań „trybunału” należało wyszukiwanie i skazywanie na śmierć osób, które uznano za „wrogów Niemiec” i „fanatycznych Polaków”.
Masowe aresztowania w mieście i powiecie rozpoczęto już 7 września 1939 roku. Zatrzymanych Polaków umieszczano początkowo w więzieniu sądowym w Tucholi, znajdującym się na rogu ulic Świeckiej i Dworcowej. Do końca września przez jego cele przewinęło się około 150 osób. Więzienie szybko uległo przepełnieniu, stąd aresztantów zaczęto umieszczać także w budynku sali gimnastycznej przy ul. Karasiewicza oraz w koszarach przy ul. Nowodworskiego. Ponadto przed 5 września na terenie jednego z gospodarstw we wsi Drożdzienica Wehrmacht zorganizował obóz dla internowanych, w którym osadzano Polaków i Żydów.
Najważniejszym miejscem odosobnienia dla osób aresztowanych w powiecie tucholskim był jednak obóz dla internowanych w Radzimiu nieopodal Kamienia Krajeńskiego. Został on zorganizowany przez Selbstschutz w połowie września, na terenie majątku ziemskiego należącego do Stefanii Seydy. Na przełomie września i października zaczęto tam wywozić polskich więźniów, którzy dotychczas byli przetrzymywani w Tucholi. W połowie października przeniesiono tam także więźniów ze zlikwidowanego obozu w Drożdzienicy. W Internierungslager Resmin byli przetrzymywani przede wszystkim mieszkańcy powiatów sępoleńskiego i tucholskiego. W niektórych wypadkach więźniami byli także mieszkańcy powiatów chojnickiego, wyrzyskiego, bydgoskiego i kościerskiego. Wśród uwięzionych znajdowali się przede wszystkim przedstawiciele polskiej inteligencji oraz działacze polityczni i społeczni, pracownicy służb mundurowych, żołnierze powracający z frontów kampanii wrześniowej, rolnicy – w tym zwłaszcza osadnicy pochodzący z terenów wschodniej i centralnej Polski, a także osoby zadenuncjowane przez miejscowych Niemców z powodu sąsiedzkich waśni i nieporozumień. Średnio w obozie przebywało około tysiąca więźniów.
Obóz w Radzimiu stanowił de facto ośrodek eksterminacji. Panowały w nim bardzo ciężkie warunki bytowe i sanitarne, a więźniów zmuszano do wykonywania ciężkich prac, często poniżających i pozbawionych sensu. Strażnicy nieustannie znęcali się nad więźniami. Na terenie obozu odbywały się zbiorowe i indywidualne egzekucje. W 1947 roku odkryto tam dziewięć zbiorowych mogił, kryjących szczątki 113 osób. Wśród zidentyfikowanych ofiar obozu w Radzimiu oraz jego filii w Komierowie znalazło się szesnastu mieszkańców powiatu tucholskiego.
Jesienią 1939 roku do zbiorowych i indywidualnych egzekucji dochodziło także na terenie powiatu tucholskiego. Między innymi, dwóch Polaków rozstrzelano w więzieniu w Tucholi (28 września i 4 października). W październiku w lesie nieopodal wsi Krajenki Selbstschutz zamordował 17 więźniów przywiezionych z obozu w Radzimiu. Kolejnych czterech Polaków i Żydów rozstrzelano w dwóch egzekucjach, które odbyły się w lesie nieopodal Lińska. Egzekucje odbywały się także w podmiejskim lesie nieopodal ul. Polnej w Tucholi (27 września, dwie ofiary), na bagnie na pograniczu Żalna i Sicin (wrzesień, dwie ofiary), przy leśnej drodze z Brzeźna do Osiecznej (wrzesień, dwie ofiary) oraz w innych miejscach.
We wrześniu członkowie tucholskiego Selbstschutzu zamordowali wszystkich zamieszkałych w mieście Żydów, w tym kobiety i dzieci. Liczba ofiar sięgnęła 47 osób. Większość zamordowano w masowej egzekucji, która odbyła się w rejonie obecnej ul. Sępoleńskiej, na polu należącym do Kurta Mertena-Feddelera.
Aresztowania gwałtownie nasiliły się w połowie października. Zamiarem Niemców było zlikwidowanie polskiej inteligencji, którą Adolf Hitler i naziści obarczali winą za politykę polonizacyjną prowadzoną na ziemiach zachodnich w okresie międzywojennym oraz traktowali jako najpoważniejszą przeszkodę na drodze do szybkiego i całkowitego zniemczenia podbitych terenów. Do grona przeznaczonej do likwidacji „polskiej warstwy przywódczej” (Führungsschicht) nie zaliczano jednak wyłącznie osób wykształconych lub należących do wyższych warstw społecznych, lecz wszystkie jednostki aktywne w życiu społecznym oraz cieszące się autorytetem wśród ludności polskiej. Obok nauczycieli, duchownych katolickich, urzędników, przedsiębiorców, posiadaczy ziemskich, prawników, dziennikarzy, oficerów w stanie spoczynku i pracowników służb mundurowych mordowani byli więc członkowie organizacji i stowarzyszeń krzewiących polskość, takich jak Polski Związek Zachodni, Liga Morska i Kolonialna, Kurkowe Bractwo Strzeleckie, Towarzystwo Powstańców i Wojaków, Związek Strzelecki „Strzelec” czy Polskie Towarzystwo Gimnastyczne „Sokół”. W gronie ofiar znalazło się także wielu kupców, rolników i rzemieślników, gdyż volksdeutsche służący w szeregach Selbstschutzu chętnie korzystali z okazji, by uregulować zadawnione sąsiedzkie spory i porachunki, a także zagarnąć mienie należące do aresztowanych i mordowanych Polaków.
W powiecie tucholskim „etniczne oczyszczanie przedpola” zainicjowano uwięzieniem dużej grupy polskich nauczycieli. Zostali oni aresztowani 13 lub 14 października, gdy na wezwanie władz niemieckich stawili się w Tucholi, by wziąć udział w rzekomej „konferencji pedagogicznej”. Kluczową rolę podczas akcji zatrzymania nauczycieli odegrał Kurt Gehrt – przywódca Selbstschutzu z Bagienicy.

## Pożar zagrody Hugona Fritza
Wkrótce po rozpoczęciu okupacji niemieckie władze mianowały Hugona Fritza – właściciela dużego gospodarstwa rolnego w Piastoszynie – na stanowisko komisarza w obwodzie urzędowym w Raciążu. Został on jednocześnie lokalnym „przywódcą chłopów” (Ortsbauernführer). Fritz wykorzystywał urzędowe stanowiska, by konfiskować polskim rolnikom inwentarz żywy, który następnie rozdawał rolnikom niemieckim.
W sobotę 21 października Amtkomissar udał się do Silna, gdzie w towarzystwie innego volksdeutscha, rzeźnika Birknera (Brzezińskiego), spożył znaczne ilości alkoholu. Przed wieczorem jego pracownik Willi Tesz odwiózł go z powrotem do rodzinnego gospodarstwa. Świadkowie odnotowali, że Fritz miał przy sobie zapalone cygaro. W gospodarstwie trwała w tym czasie zabawa taneczna, którą urządziły córki Fritza. Około godziny 20:00 lub 20:30 zauważono, że jedna ze stodół zajęła się ogniem. Gospodarz usiłował ratować stojący w jej pobliżu motocykl, jednakże doznał śmiertelnego zawału serca. W międzyczasie pożar strawił drugą stodołę oraz chlew.
Niemal natychmiast po wybuchu pożaru przesłuchano dwie młode Polki – siostry Bronisławę i Stanisławę Deutschman. Obie wraz z matką i bratem Franciszkiem pracowały w gospodarstwie Fritza. O wywołanie pożaru oskarżyła je córka zmarłego, Eleonora, która darzyła je niechęcią. Po kilku dniach obie siostry aresztowano. Zatrzymano także dziesięciu mieszkańców Piastoszyna i Żalna, wśród nich Franciszka Deutschmana. W międzyczasie niemieckie władze i ludność urządziły Fritzowi manifestacyjny pogrzeb. Aresztowanym Polakom postawiono zarzut podłożenia ognia i doprowadzenia do śmierci Amtkomissara. Oskarżeni stanęli przed wojskowym sądem doraźnym, złożonym z trzech oficerów Wehrmachtu. Obradował on w oberży Władysława Szpajdy w Żalnie. Na rozprawie, która odbyła się 23 października, sąd uniewinnił wszystkich oskarżonych, nie znajdując żadnych obciążających ich dowodów.
W tym momencie zainterweniował jednak SS-Standartenführer Heinrich Mocek, dowódca IV Inspektoratu Selbstschutzu w Chojnicach. Rozkazał ponownie zatrzymać uniewinnionych przez sąd doraźny Polaków, a jednocześnie zarządził aresztowanie kolejnych 40 mieszkańców okolicznych wsi. O całej sprawie poinformował także dowódcę Selbstschutz Westpreussen, SS-Oberführera Ludolfa-Hermanna von Alvenslebena. Ten w odpowiedzi rozkazał:

Co trzeci dzień rozstrzelać 40 Polaków, dopóki nie znajdzie się sprawca pożaru. Na egzekucję należy każdorazowo zabierać dziesięciu kolejnych Polaków, następnie zwalniać ich na trzy dni w celu odszukania sprawców pożaru. Jeśli go nie odnajdą, rozstrzelać ich jako pierwszych w następnej egzekucji.

W ślad za rozkazem von Alvenslebena miejscowe struktury Selbstschutzu rozpoczęły 23 października masowe aresztowania Polaków w Grochowie, Piastoszynie, Raciążu, Stobnie i Żalnie. Zatrzymano około 50 osób. Aresztantów zgromadzono najpierw w oberży Szpajdy w Żalnie, skąd jeszcze tego samego wieczora zostali zabrani do więzienia w Tucholi.
W polskich źródłach zazwyczaj przyjmuje się za pewnik, iż to nietrzeźwy Fritz zaprószył ogień w swoim gospodarstwie, nieostrożnie obchodząc się z zapalonym cygarem. Wersję tę głosić mieli zarówno polscy, jak i niemieccy pracownicy gospodarstwa. Przytoczył ją również Bruno Marten, przejściowo komisaryczny burmistrz Tucholi, gdy zeznawał na procesie sprawców zbrodni w Rudzkim Moście, który toczył się w Niemczech Zachodnich w 1965 roku. Edward Skibiński zwraca jednak uwagę, że o ile świadkowie odnotowali, że Fritz upuścił zapalone cygaro, gdy wprowadzał swój powóz do stodoły, o tyle to inna stodoła zajęła się ogniem jako pierwsza. Konkluduje stąd, że nie można jednoznacznie rozstrzygnąć, jakie były przyczyny pożaru.
Niemniej dowództwo Selbstschutzu z pełną świadomością wykorzystało pożar oraz śmierć Fritza do rozpoczęcia masowych egzekucji Polaków. Prawdopodobnie należy to tłumaczyć faktem, iż w okresie poprzedzającym wybuch wojny oraz w jej pierwszych dniach w powiecie tucholskim nie doszło do antyniemieckich incydentów – porównywalnych z bydgoską „krwawą niedzielą” czy „marszem śmierci na Łowicz” – które uzasadniałyby rozprawę z „polską warstwą przywódczą”. W tej sytuacji za dogodny pretekst uznano pożar zagrody Fritza.
Jeszcze przed rozpoczęciem masowych egzekucji jeden z miejscowych Niemców zwrócił się do wdowy po Fritzu, aby wstawiła się za aresztowanymi Polakami. Kobieta miała odpowiedzieć, że zdaje sobie sprawę, iż są oni niewinni, niemniej muszą zostać rozstrzelani, gdyż przyjęcie wersji o zaprószeniu ognia przez jej nietrzeźwego męża skompromitowałoby rodzinę.

## Egzekucje w Rudzkim Moście

### Pierwsza egzekucja

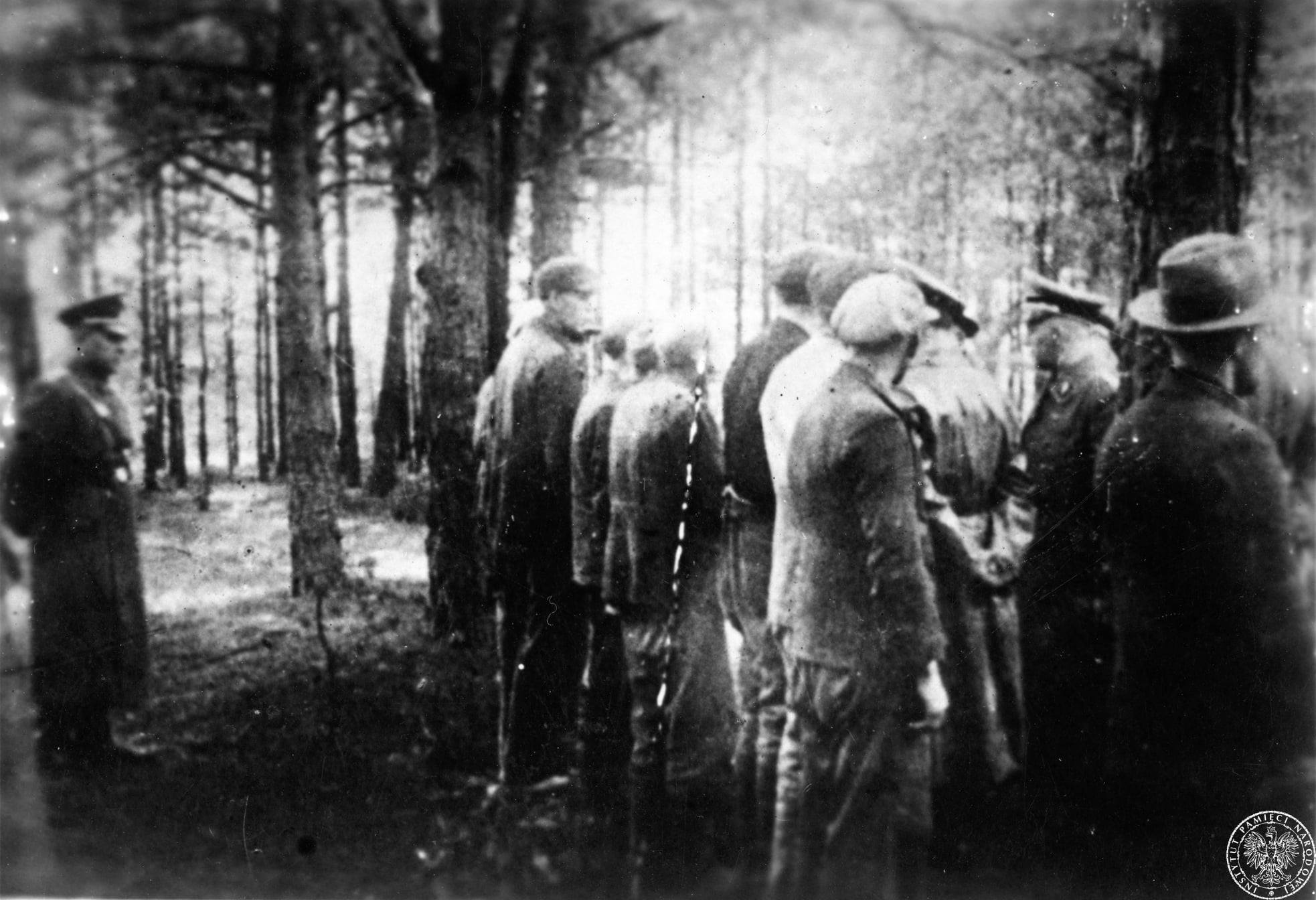
Przygotowania do jednej z egzekucji w Rudzkim Moście

Na miejsce masowych egzekucji Niemcy wybrali uroczysko Rudzki Most (niem. Rudabrücke), położone na południe od Tucholi, na skraju Borów Tucholskich, między rzekami Brdą a Rudą, w pobliżu gajówki o tej samej nazwie.

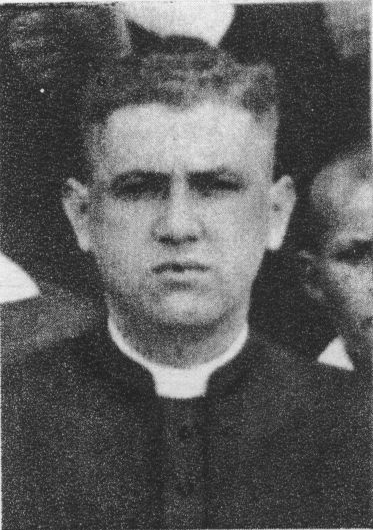
Ksiądz Franciszek Nogalski, wikariusz parafii w Raciążu. Próbując ocalić innych skazańców, dobrowolnie wziął na siebie winę za podpalenie zagrody Hugo Fritza

Pierwsza zbiorowa egzekucja została tam przeprowadzona 24 października 1939 roku. Tego dnia około godziny 13:00 kilkudziesięciu skazańców wyprowadzono z cel więzienia w Tucholi, po czym przy akompaniamencie uderzeń i kopniaków zmuszono, by wsiedli do dwóch samochodów ciężarowych. Następnie zawieziono ich do Rudzkiego Mostu, gdzie oczekiwało już około 30 członków Selbstschutzu. Był wśród nich Ernst Gehrt – powiernik majątku w Nowym Żalnie. Do skazańców przemówił najpierw umundurowany niemiecki oficer, którym był najprawdopodobniej SS-Standartenführer Wilhelm Richardt. Następnie głos zabrał mówiący po polsku Gehrt. Oskarżył Polaków o podpalenie zagrody Hugo Fritza i doprowadzenie w ten sposób do śmierci „najlepszego Niemca w okolicy”. Następnie oświadczył, że jeśli znajdzie się winowajca, to pozostali skazańcy zostaną wypuszczeni na wolność. Z szeregu wystąpił wtedy ks. Franciszek Nogalski – wikariusz rzymskokatolickiej parafii w Raciążu, który oświadczył, że to on podłożył ogień w zagrodzie Fritza. Wyraźnie zdenerwowany i zbity z tropu Gehrt miał wykrzyknąć: „Ty przeklęty psie, ty tego nie zrobiłeś, tylko chcesz ludzi ochronić” . Swym towarzyszom powiedział natomiast: „Ten przeklęty klecha szuka wymówek i dąży do tego, aby wszyscy zostali zwolnieni. Musimy go za to powiesić”. W pobliżu miejsca egzekucji nie było jednak odpowiedniego drzewa, stąd księdza postawiono przed plutonem egzekucyjnym i rozstrzelano jako pierwszego.
Przed rozpoczęciem właściwej egzekucji zastrzelono także mężczyznę, który stojąc w szeregu, odezwał się do Gehrta. Następnie członkowie Selbstschutzu przystąpili do mordowania pozostałych skazańców. Ofiarom odebrano najpierw wszystkie wartościowe przedmioty oraz rozkazano im wyrzucić posiadane dokumenty. Rozstrzeliwano ich grupami po sześć osób. Pluton egzekucyjny stanowiło sześciu uzbrojonych w karabiny członków Selbstschutzu, dowodzonych przez oficera SS. Zwłoki wrzucano do mogiły o wymiarach 10 × 1,8 metra. Należące do ofiar przedmioty kaci podzielili między sobą. Podobnie działo się podczas późniejszych egzekucji.
Bazując na zeznaniach naocznego świadka, Edward Skibiński uznał, że tego dnia rozstrzelano w Rudzkim Moście około 40 Polaków. Inni autorzy szacowali natomiast liczbę ofiar na około sześćdziesiąt. Wacław Kozłowski podaje ponadto, że w gronie zamordowanych znalazło się 24 mieszkańców Żalna, siedem osób z Raciąża, pięć z Tucholi, po cztery z Piastoszyna i Stobna, trzy z Grochowa i jedna z Dąbrówki. Rozstrzelani zostali m.in. proboszczowie parafii w Raciążu i Dąbrówce: ks. Józef Czapiewski i ks. Konrad Piątkowski, kierownik szkoły w Tucholi: Józef Ossowski, urzędnicy z Tucholi: Józef Chirchowski i Teodor Grzenia, a także Jan Lewandowski – właściciel drukarni w Tucholi, wydawca pisma „Głos Tucholski”.
Zgodnie z rozkazem von Alvenslebena dziesięć osób zostało oszczędzonych. Niedoszli skazańcy musieli zdjąć buty martwym ofiarom, złożyć zwłoki do zbiorowej mogiły, a następnie ją zasypać. Większość spośród tych dziesięciu osób ocalała dzięki zabiegom swoich znajomych – Niemców, którzy służyli w szeregach Selbstschutzu i znajdowali się tego dnia w miejscu egzekucji. Decyzją Ernsta Gehrta oszczędzono obie siostry Deutschman (w egzekucji zginął jednak ich brat, Franciszek). Niemcy spisali nazwiska całej dziesiątki, po czym odstawili niedoszłych skazańców z powrotem do więzienia w Tucholi, skąd zostali zwolnieni na okres dwóch dni z poleceniem odnalezienia sprawców rzekomego podpalenia. Zagrożono im jednocześnie, że jeśli w wyznaczonym terminie nie powrócą do więzienia, to za karę ich rodziny zostaną rozstrzelane.

### Druga egzekucja

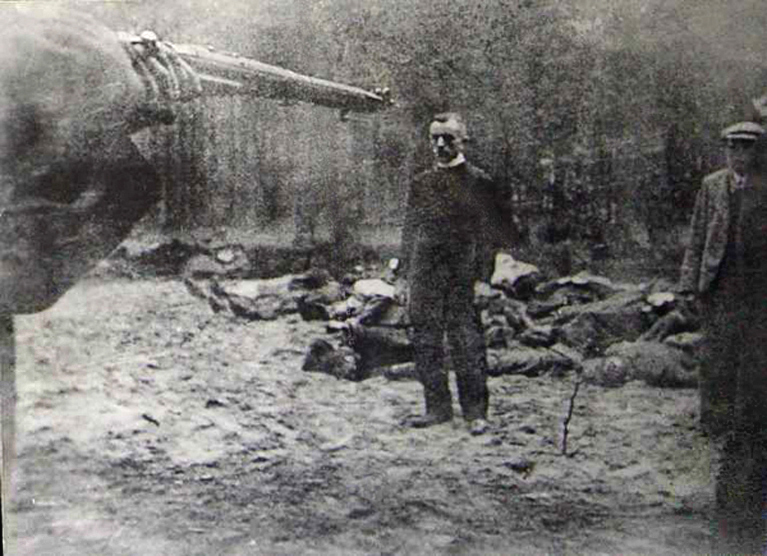
Druga egzekucja w Rudzkim Moście, przed plutonem egzekucyjnym stoi ks. Piotr Sosnowski. Przez długi czas panowało przekonanie, że zdjęcie to przedstawia jedną z egzekucji w Piaśnicy

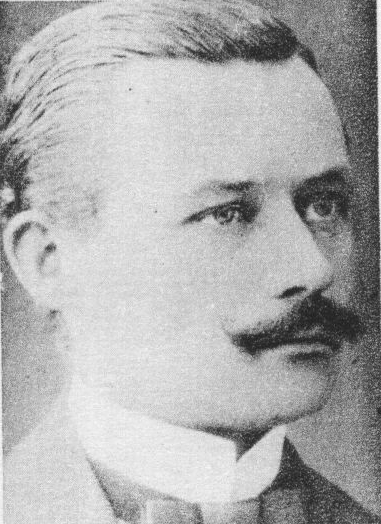
Stanisław Saganowski, burmistrz Tucholi, rozstrzelany w drugiej egzekucji w Rudzkim Moście

Druga egzekucja miała miejsce 27 października. Ofiary przywieziono dwiema ciężarówkami; jedna przyjechała z więzienia w Tucholi, a druga z obozu w Radzimiu. Po przybyciu na miejsce straceń jeden ze skazańców, Jaszkowski z Bysławia, podjął próbę ucieczki, jednakże został zastrzelony. W konsekwencji pozostałym Polakom rozkazano położyć się twarzą do ziemi. Podobnie jak w przypadku pierwszej egzekucji ofiary rozstrzeliwano grupami po sześć osób. Egzekucją kierował oficer SS w stopniu Standartenführera, a w skład sześcioosobowego plutonu egzekucyjnego wchodzili członkowie Selbstschutzu. Dobijaniem rannych zajmowali się Kurt Gehrt i Kurt Wollenberg.
Edward Skibiński podaje, że tego dnia rozstrzelano 40 Polaków. Inni autorzy szacowali natomiast liczbę ofiar na 65 osób. W gronie tym miało się znaleźć m.in. trzynastu mieszkańców Tucholi, trzech mieszkańców Żalna, dwóch mieszkańców Bysławia, a także po jednej osobie z Klonowa, Lubiewic, Lubiewa, Małej Kloni, Minikowa, Nowej Tucholi, Obrowa, Raciąskiego Młyna i Wielkich Budzisk. Zwłoki pogrzebano w zbiorowej mogile o wymiarach 14,5 na 2 metry.
W tej egzekucji zginęli przede wszystkim przedstawiciele miejscowej inteligencji, w tym nauczyciele, których aresztowano, gdy przybyli na rzekomą „konferencję pedagogiczną”. Rozstrzelano m.in.: burmistrza Tucholi, Stanisława Saganowskiego, proboszcza parafii w Bysławiu, ks. Piotra Sosnowskiego, nauczycieli: Józefa Błażkowskiego, Antoniego Chojnowskiego, Alfonsa Gronczewskiego, Leopolda Kowalskiego, Antoniego Królikowskiego, Antoniego Różka, kupców: Bernarda Lamparskiego, Stanisława Maćkowskiego, Stanisława Marona, Jana Świerczyńskiego, a także adwokata Jana Pakułę.
Podobnie jak za pierwszym razem oszczędzono dziesięciu skazańców. Po zakończeniu egzekucji rozkazano im zasypać masową mogiłę, po czym zabrano ich do więzienia w Tucholi.

### Trzecia egzekucja
Trzecia egzekucja odbyła się 30 października. Około godziny 13:00, na podstawie przygotowanej uprzednio listy, zaczęto wywoływać skazańców z cel tucholskiego więzienia. Po odebraniu wszystkich wartościowych przedmiotów ofiary załadowano na dwa samochody ciężarowe i zabrano do Rudzkiego Mostu. Po przybyciu na miejsce rozkazano im położyć się twarzą do ziemi. Wkrótce przybyły samochody z członkami Selbstschutzu. Wraz z nimi przybyli także niemieccy dygnitarze z Tucholi, w tym Hess i Lange. Mieli oni uczestniczyć w egzekucji w charakterze obserwatorów. Gdy ofiarom rozkazano powstać jeden z Polaków, rolnik z Wielkiej Kloni nazwiskiem Marczak, podjął próbę ucieczki. Został jednak schwytany i zastrzelony.
Chwilę później przystąpiono do rozstrzeliwania pozostałych skazańców. Podobnie jak w przypadku poprzednich egzekucji ofiary mordowano grupami po sześć osób. Tym razem w skład plutonu egzekucyjnego wchodziło jednak dwunastu Selbstschutzmanów. Rannych dobijali Kurt Gehrt oraz funkcjonariusze Gestapo.
W trzeciej egzekucji zginęło około 50 Polaków. Wśród ofiar było pięciu mieszkańców Iwca, trzech mieszkańców Bysławia, po dwóch osobach z Lubiewa i Raciąża oraz po jednej z Gostycyna, Wysokiej i Woziwody.
Zamordowani zostali m.in. Leonard Ogrzewalski (nauczyciel z Gostycyna), Konstanty Kamiński (inżynier nadleśniczy z Woziwody), Ignacy Kowalski (policjant z Bysławia). Podobnie jak w przypadku pierwszej egzekucji oszczędzono dziesięciu skazańców, których zabrano z powrotem do więzienia w Tucholi.

### Czwarta egzekucja
Czwarta egzekucja miała miejsce 2 listopada. Grupę skazańców, po uprzednim odebraniu dokumentów osobistych i odzieży wierzchniej, zabrano z cel więzienia w Tucholi i załadowano na samochód ciężarowy. Pod budynkiem oczekiwała jeszcze jedna ciężarówka wypełniona więźniami, prawdopodobnie przywiezionymi z obozu w Radzimiu. Na oczach polskich kobiet, które czuwały pod więzieniem, w którym przetrzymywano ich bliskich, oba samochody wyruszyły do Rudzkiego Mostu. W czasie podróży skazańcy musieli klęczeć z pochylonymi głowami. Na miejscu rozkazano im położyć się twarzą do ziemi.
Po upływie blisko godziny, po przybyciu niemieckiej „komisji”, rozpoczęła się egzekucja. Ofiary, podzielone na sześcioosobowe grupy, były rozstrzeliwane przez członków Selbstschutzu. Egzekucją kierował oficer SS w stopniu Hauptsturmführera. Aktywnie uczestniczył w niej również komendant obozu w Radzimu, Werner Sorgatz. Razem z Kurtem Gehrtem dobijał on rannych. Wielu katów było pod wpływem alkoholu. Zamordowanych pogrzebano w zbiorowej mogile o wymiarach 8 na 1,8 metra.
Tego dnia w Rudzkim Moście zamordowano od 50 do 70 Polaków. W gronie zidentyfikowanych ofiar znalazło się po jednym mieszkańcu Drożdzienicy, Tucholi, Kamienicy, Kloni, Kręga, Krzywogońca, Łyskowa, Nowego Sumina, Piły-Młyna, Przyrowej, Raciąża, Stobna, Śliwic, Wielkiego Mędromierza. Zamordowani zostali m.in. liczni nauczyciele: Alojzy Biesek, Cyryl Chylewski, Władysław Kilichowski, Władysław Landrowski, Bolesław Meger, Jan Splettwesen i Sylwester Szarkowski.
Od trzech do pięciu Polaków zostało oszczędzonych i zabranych z powrotem do więzienia w Tucholi.

### Ostatnie egzekucje

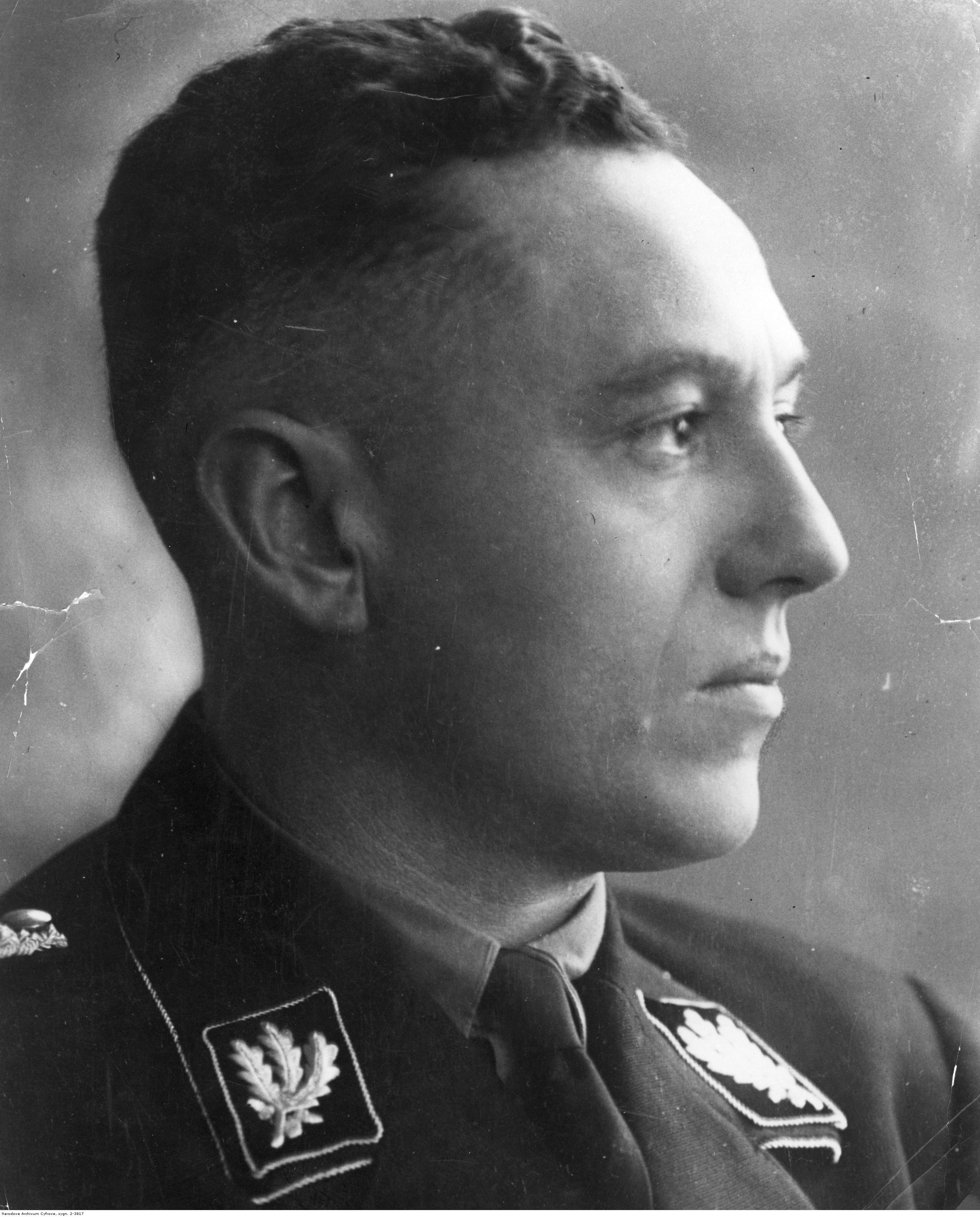
Albert Forster, gauleiter NSDAP i Namiestnik Rzeszy w Okręgu Gdańsk-Prusy Zachodnie. Był świadkiem ostatniej egzekucji w Rudzkim Moście

Po 2 listopada Polakom, którzy przebywali nadal w celach tucholskiego więzienia, oznajmiono, że kolejne egzekucje nie będą już przeprowadzane. Wkrótce jednak rozeszła się wiadomość, że miasto odwiedzi Namiestnik Rzeszy i gauleiter NSDAP Albert Forster. Miejscowy Selbstschutz postanowił „uczcić” tę wizytę rozstrzelaniem kolejnych Polaków.
Część źródeł podaje, że piąta egzekucja w Rudzkim Moście odbyła się 6 listopada. Brak jednak bliższych informacji na jej temat.
Świadkowie wspominali, że po południu 10 listopada, na kilka godzin przed przybyciem Forstera do Tucholi, z więzienia odjechały trzy samochody ciężarowe, przy czym w dwóch znajdowali się polscy więźniowie. Jedna ciężarówka ruszyła w kierunku Bladowa, a pozostałe do Rudzkiego Mostu, gdzie ofiary najprawdopodobniej rozstrzelano.
Forster dotarł do Tucholi w nocy z 10 na 11 listopada. Następnego dnia około godziny 14:00 pod siedzibą Gestapo i Selbstschutzu przy ul. Świeckiej 53 urządzono zbiórkę członków „Samoobrony”. Wybrano wtedy dwunastu bojówkarzy, którzy pod dowództwem esesmana nazwiskiem Fach udali się uzbrojeni do Rudzkiego Mostu. Wcześniej do więzienia udał się Kurt Gehrt. Na podstawie przygotowanej uprzednio listy wywołał z cel około 18–19 Polaków, których zabrano samochodem ciężarowym do Rudzkiego Mostu i tam rozstrzelano. Samochód jeszcze dwukrotnie odbył kurs pomiędzy więzieniem a uroczyskiem, zabierając na miejsce straceń kolejne grupy skazańców.
Wedle słów jednego z gestapowców, dla wizytującego Tucholę gauleitera przygotowano „ucztę ze 100 Polaków”. Wacław Kozłowski podaje, że ostatnie egzekucje (6 i 11 listopada) kosztowały życie około 90 osób. Włodzimierz Jastrzębski na 90 osób szacuje liczbę ofiar egzekucji 11 listopada, o egzekucji w dniu 6 listopada natomiast nie wspomina. Tomasz Ceran i Izabela Mazanowska podają z kolei, że 90 osób zamordowano 6 listopada, podczas gdy liczbę ofiar egzekucji w dniu 11 listopada określają jako nieznaną.
Wśród zidentyfikowanych ofiar ostatnich egzekucji znalazło się trzech mieszkańców Tucholi oraz po jednej osobie z Kęsowa i Trzebcin. 10–11 listopada zginęli m.in.: Leon Szwaracki, sekretarz nadleśnictwa w Trzebcinach, oraz Walerian Gabrych, społecznik i członek PZZ z Tucholi. Ofiary pogrzebano w zbiorowej mogile o wymiarach 20 × 2 metry.
Albert Forster obserwował przebieg egzekucji, a po jej zakończeniu wziął udział w przyjęciu z udziałem jej pozostałych uczestników. Tego wieczora wygłosił także przemówienie w sali browaru w Tucholi, w którego trakcie oświadczył:

Dobry Bóg to sprawi, że w ciągu 10 lat nie będzie żadnego Polaka w Kraju Warty i w okręgu gdańskim. Z okręgu gdańskiego Polacy muszą zniknąć i znikną.

### Epilog
Po 11 listopada jeszcze kilku więźniów z tucholskiego więzienia zostało zabranych przez Niemców w nieznanym kierunku. Pozostałych, począwszy od drugiej połowy listopada 1939 roku do lutego 1940 roku, stopniowo zwolniono do domów.
Obóz w Radzimiu i jego filia w Komierowie zostały zlikwidowane w połowie grudnia 1939 roku. Spośród około 600 więźniów, którzy tam wtedy przebywali, pewną liczbę wywieziono do obozu przejściowego w Gdańsku-Nowym Porcie, a stamtąd do KL Stutthof. Większość zwolniono do domów, jednakże wielu zostało wkrótce ponownie aresztowanych i wywiezionych do różnych obozów koncentracyjnych.

## Ofiary

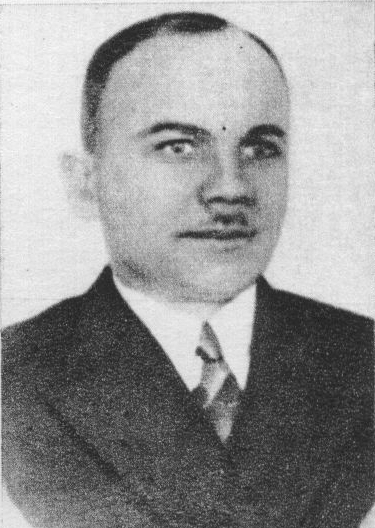
Józef Ossowski, kierownik szkoły w Tucholi. Jedna z ofiar zbrodni w Rudzkim Moście

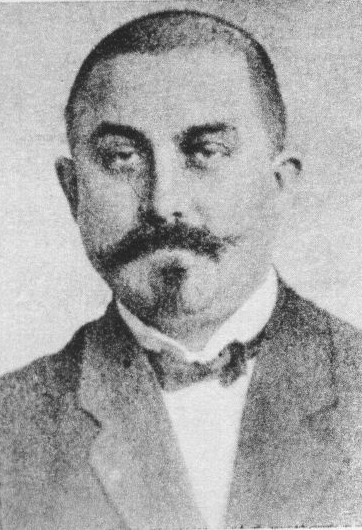
Jan Świerczyński, kupiec, członek Polskiego Związku Zachodniego i „Strzelca”. Zamordowany w Rudzkim Moście

6–19 listopada 1946 roku pracownicy komisji Sądu Grodzkiego w Tucholi prowadzili prace ekshumacyjne w miejscu egzekucji na uroczysku Rudzki Most. Z sześciu masowych grobów wydobyto wtedy 237 zwłok (Tomasz Ceran podaje liczbę 236) .
Groby znajdowały się na trudno dostępnym terenie, a wiele zwłok znajdowało się w stanie całkowitego rozkładu. Z tego powodu niektórzy śledczy i historycy przypuszczali, że liczba ofiar mogła być większa. W sprawozdaniu Sądu Grodzkiego w Tucholi z 1946 roku obliczono ją na 335 osób. Liczba ta pojawia się także w innych źródłach.
We wcześniejszej ankiecie sądu grodzkiego z 1945 roku liczbę ofiar oszacowano na 315 osób, a w ankiecie z 1969 roku znacznie niżej – na 226 osób. Według Barbary Bojarskiej liczba zamordowanych w Rudzkim Moście sięgnęła 250 osób, podczas gdy Donald Steyer oszacował ją na 560 osób. Tę ostatnią liczbę podawały także wydane w okresie PRL przewodniki po upamiętnionych miejscach walk i męczeństwa.
W gronie ofiar zbrodni w Rudzkim Moście znaleźli się:
- samorządowcy i pracownicy aparatu państwowego: Stanisław Saganowski (burmistrz Tucholi), Józef Chirchowski (urzędnik z Tucholi), Teodor Grzenia (urzędnik z Tucholi), Mieczysław Jędrzejewski (leśniczy z Rykowiska), Konstanty Kamiński (inżynier nadleśniczy z Woziwody), Ignacy Kowalski (policjant z Bysławia), Michał Nych (leśniczy z Zamrzenicy), Sylwester Patyna (urzędnik z Tucholi), Leon Szwaracki (sekretarz nadleśnictwa w Trzebcinach), Józef Wilgocki (nadleśniczy w Sarniej Górze), Zbigniew Żychliński (leśniczy z Wierzchosławic);
- nauczyciele: Alojzy Biesek (nauczyciel z Kręga), Józef Błażkowski (nauczyciel z Wielkich Budzisk), Antoni Chojnowski (nauczyciel z Obrowa), Cyryl Chylewski (nauczyciel z Wielkiego Mędromierza), Leonard Chwaściński (nauczyciel z Okonin), Adam Górecki (nauczyciel z Klonowa), Alfons Gronczewski (nauczyciel z Tucholi), Władysław Kilichowski (nauczyciel z Nowego Sumina), Feliks Kłosowski (kierownik szkoły w Kęsowie), Leopold Kowalski (nauczyciel z Lubiewa), Antoni Królikowski (nauczyciel z Małej Kloni), Władysław Landrowski (nauczyciel ze Śliwic, współpracownik Instytutu Bałtyckiego), Bolesław Meger (nauczyciel z Raciąża), Leonard Ogrzewalski (nauczyciel z Gostycyna), Józef Ossowski (kierownik szkoły w Tucholi), Hubert Przybyła (nauczyciel z Małego Gacna), Antoni Różek (nauczyciel z Minikowa), Jan Splettwesen (nauczyciel z Przyrowej), Sylwester Szarkowski (nauczyciel z Krzywogońca), Stanisław Szymański (nauczyciel z Lińska);
- duchowni rzymskokatoliccy: ks. Józef Czapiewski (proboszcz parafii w Raciążu), ks. Franciszek Nogalski (wikary parafii w Raciążu), ks. Konrad Piątkowski (proboszcz parafii w Dąbrówce), ks. Piotr Sosnowski (proboszcz parafii w Bysławiu);
- kupcy i przedsiębiorcy: Henryk Kwiatkowski (restaurator ze Stobna), Bernard Lamparski, Franciszek Lamparski, Jan Lewandowski (właściciel drukarni w Tucholi, wydawca pisma „Głos Tucholski”), Stanisław Maćkowski (prezes Stowarzyszenia Samodzielnych Kupców w Tucholi), Stanisław Maron, Wojciech Pryll, Bernard Rydzkowski, Jan Świerczyński (kupiec z Tucholi, członek PZZ i „Strzelca”);
- studenci i uczniowie: Kazimierz Gabrych, Edmund Lamparski, Zdzisław Maćkowski (student prawa na Uniwersytecie Poznańskim, syn Stanisława), Tadeusz Lesiński;
- prawnicy: Jan Pakuła (adwokat).

Zamordowano także licznych rolników, robotników i rzemieślników.

## Upamiętnienie

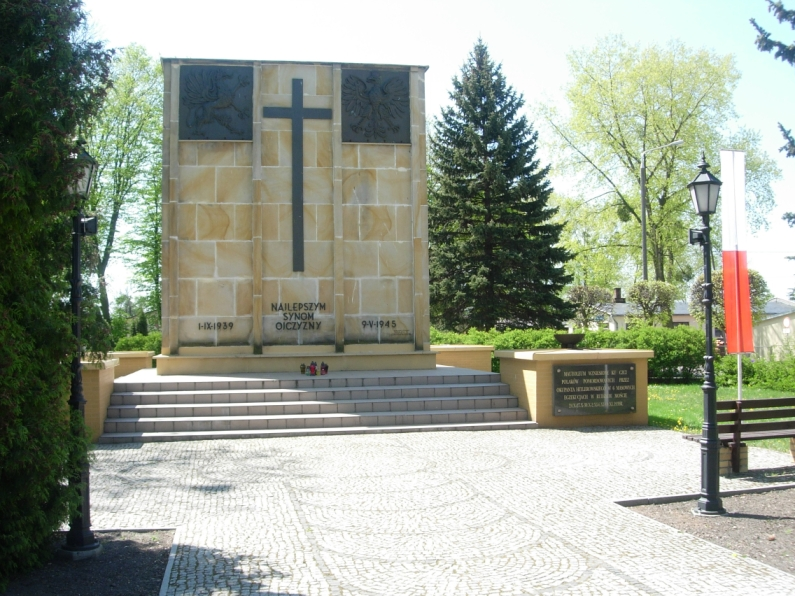
Mogiła-mauzoleum ofiar zbrodni w Rudzkim Moście przy zbiegu ulic Świeckiej i Chopina w Tucholi

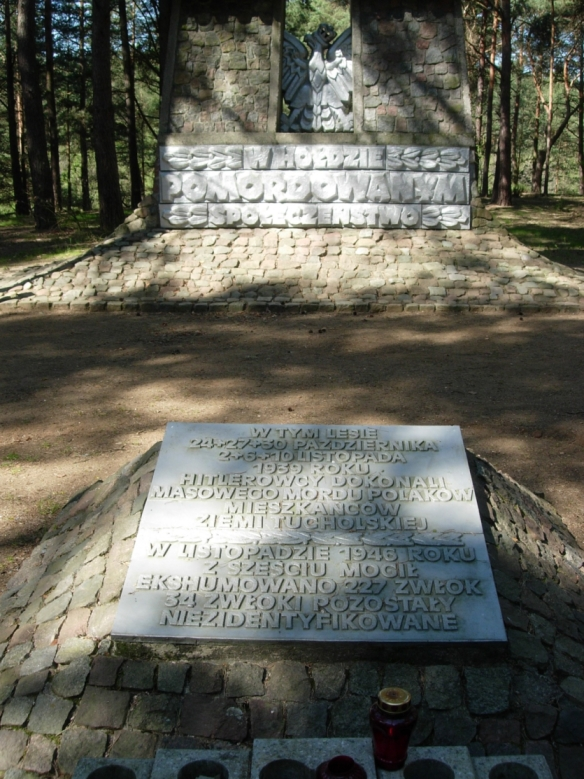
Pomnik na miejscu straceń w Rudzkim Moście. Na pierwszym planie centralna tablica

19 listopada 1946 roku trumny ze szczątkami 237 osób ekshumowanych w Rudzkim Moście przeniesiono z miejsca straceń na pl. Wolności w Tucholi. Następnego dnia zostały uroczyście pogrzebane w mogile-mauzoleum przy zbiegu ulic Świeckiej i Chopina. W ceremonii pogrzebowej wzięło udział kilka tysięcy mieszkańców Tucholi.
Budowę pomnika przy mogile-mauzoleum rozpoczęto już w 1946 roku, lecz w obecnym kształcie, zaprojektowanym przez Teodora Kuźmowicza, ukończono go w pierwszej połowie lat 50. Na centralnej części pomnika widnieją: krzyż, godło Polski, herb Pomorza oraz napis:

1-IX-1939 – 9-V-1945
Najlepszym Synom Ojczyzny

U podstawy pomnika znajduje się natomiast tablica z napisem:

Muzoleum wzniesione ku czci Polaków pomordowanych przez okupanta hitlerowskiego w 6 masowych egzekucjach w Rudzkim Moście 24.X. – 27.X. – 30.X. – 2.XI. – 6.XI. – 10.XI.1939 r.

W miejscu egzekucji nie wzniesiono początkowo pomnika, ograniczając się do postawienia krzyża oraz obramowania odnalezionych grobów. Sytuacja zmieniła się dopiero wiosną 1981 roku, w okresie Karnawału Solidarności. Z inicjatywy Tadeusza Zakrysia, mieszkańca Tucholi, zawiązał się wtedy Społeczny Komitet Budowy Pomnika Pomordowanych Polaków w Tucholi, który postawił sobie za cel upamiętnienie miejsca zbrodni. Pomnik projektu Stanisława Lejkowskiego i Grażyny Litwinionek został odsłonięty w Rudzkim Moście 7 września 1986 roku.
Pomnik znajduje się w odległości około 300 metrów na zachód od szosy z Tucholi do Świecia. Na jego głównej bryle widnieje napis o treści:

W hołdzie pomordowanym – Społeczeństwo

Obok znajdują się tablice z nazwiskami zidentyfikowanych ofiar. Przed głównym elementem pomnika leży natomiast tablica centralna z napisem:

W tym lesie 24, 27, 30 października oraz 2, 6 i 10 listopada 1939 r. hitlerowcy dokonali masowego mordu Polaków, mieszkańców ziemi tucholskiej. W listopadzie 1946 r. z 6 mogił zbiorowych ekshumowano 227 zwłok, z których nie zidentyfikowano 9 zwłok.

Ponadto przy szosie z Tucholi do Rudzkiego Mostu znajduje się głaz ustawiony z inicjatywy miejscowego oddziału ZBoWiD, na którym widnieje napis o treści:

Ofiarom faszyzmu 1939–1945

17 września 2003 roku w diecezji pelplińskiej rozpoczął się proces beatyfikacyjny grupy 122 polskich ofiar hitleryzmu. Wśród nich znalazło się dwóch księży zamordowanych w Rudzkim Moście: Franciszek Nogalski i Piotr Sosnowski.

## Odpowiedzialność sprawców
Albert Forster, gauleiter NSDAP i namiestnik Rzeszy w Okręgu Gdańsk-Prusy Zachodnie został w kwietniu 1948 roku skazany przez Najwyższy Trybunał Narodowy na karę śmierci. Wyrok wykonano 28 lutego 1952 roku w więzieniu mokotowskim w Warszawie.
Dowódca Selbstschutz Westpreussen, Ludolf-Hermann von Alvensleben, po zakończeniu wojny zbiegł do Argentyny, gdzie zmarł w kwietniu 1970 roku.
1 lutego 1965 roku przed sądem krajowym w Mannheim rozpoczął się proces czterech osób, które jesienią 1939 roku należały do struktur Selbstschutzu na terenie powiatów sępoleńskiego i tucholskiego. Byli to:
- Heinrich Mocek – szef IV inspektoratu Selbstschutzu w Chojnicach;
- Wilhelm Richardt – dowódca struktur powiatowych Selbstschutzu w powiatach sępoleńskim i tucholskim;
- Werner Sorgatz – komendant obozu dla internowanych w Radzimiu;
- Kurt Wollenberg – członek Selbstschutzu z Tucholi.

Przedmiotem postępowania były wyłącznie dwie egzekucje w Rudzkim Moście. Na procesie zeznawało 74 świadków, w tym pięciu Polaków. Wśród tych ostatnich było trzech mężczyzn, którzy ocalali z egzekucji: Jan Pański, Alfons Urbanowski, Konstantyn Szwaracki. Z kolei w gronie niemieckich świadków znalazło się kilkanaście osób, które jesienią 1939 roku współtworzyły niemiecki aparat okupacyjny w powiecie tucholskim, a nawet uczestniczyły w egzekucjach w Rudzkim Moście, w tym Ernst Gehrt, Kurt Gehrt, Bruno Marten, Willi Loer i Otto Hess.
Ostatecznie wyrokiem z 12 kwietnia 1965 roku Mocek i Richardt zostali skazani na karę dożywotniego pozbawienia wolności. Ten drugi spędził jednak w więzieniu mniej niż pięć miesięcy, po czym został zwolniony ze względu na podeszły wiek i zły stan zdrowia. Sorgatz usłyszał wyrok 4 lat pozbawienia wolności, natomiast Wollenberg został uniewinniony, gdyż sąd uznał, że uczestniczył on w egzekucjach pod przymusem.